# Star Wars-tidslinje
Denne Star Wars-tidslinje giver en systematisk oversigt over de vigtigste begivenheder og personer i Star Wars universet.
BEMÆRK: denne tidslinje er lavet før udgivelsen af filmen Star Wars - The force Awakens. Denne film foregår år 30 ABY og i modsætning til nedenstående tidslinje lever Chewbacca stadig, ligesom det eneste barn af Han Solo og Leia Organa (vi kender indtil nu) hedder Ben, som ellers i nedenstående er navnet på Luke Skywalkers søn. De nye film ser således ud til at ændre på de tidligere historier.

## Star Wars Timeline
Før slaget ved Yavin (BBY)
- ca. 5.000.000.000 BBY – Star Wars Galaksen opstår.

- ca. 100.000 BBY – Hele planeten Coruscants overflade er nu dækket af by.
- ca. 27.500 BBY – De første menneskelige kolonier dannes på Alderaan.
- ca. 25.000 BBY – Hyperfart bliver opfundet.
- ca. 25.000 – Den Galaktiske Republik og Jedi-Ordenen dannes. Coruscant bliver republikkens hovedstad.
- ca. 24.500 BBY – Den første krig mellem jedier starter, efter nogle er gået over til den mørke side
- ca. 24.400 BBY – Den mørke side taber krigen og danner Sith-Ordenen der holdes hemmelig i næsten 20.000 år.
- ca. 9.990 BBY – Lyssværdet bliver opfundet.
- ca. 5.000 BBY – Tatooine opdages.
- 3996 BBY – Sith-krigene med Exar Kun og Ulic Qel Droma, jedierne vinder krigen, men med store tab.
- 3995-3961 BBY – Mandaloriankrigene.
- 3958-3956 BBY – Den anden Sithkrig med Darth Revan og Darth Malak.
- 3900 BBY – Naboo bliver bosat af kolonister fra Grizmallt.
- 896 BBY – Yoda bliver født.
- 350 BBY – Handelsføderationen bliver dannet.
- ca. 200 BBY – En wookiee kaldet Chewbacca bliver født på Kashyyyk.
- 102 BBY – Count Dooku bliver født på Serenno.
- 92 BBY – Qui-Gon Jinn bliver født på en ukendt planet.
- 84 BBY – Palpatine bliver født på Naboo.
- 72 BBY – Mace Windu fødes på Haruun Kal.
- 68 BBY – Jango Fett bliver født på Concord Dawn.
- 57 BBY – Obi-Wan Kenobi bliver født på en ukendt planet.
- 52 BBY – Palpatine bliver valgt til det galaktiske senat som senator af Naboo.
- 46 BBY – Padmé Amidala fødes på Naboo.
- 41 BBY – Anakin Skywalker bliver født af Shmi Skywalker.
- 39 BBY – Shmi og Anakin Skywalker flytter til Tatooine da de bliver købt som slaver af Gardulla the Hutt. Men mister dem til skrothandleren Watto.
- 32 BBY – Star Wars: Den usynlige fjende.
- 22 BBY – Star Wars: Klonernes angreb.
- 19 BBY – Star Wars: Sith-fyrsternes hævn.

- 0 BBY / Slaget ved Yavin – Star Wars: Et nyt håb.

- 3 ABY – Star Wars: Imperiet slår igen.
- 4 ABY – Star Wars: Jediridderen vender tilbage.
- 7 ABY – Slaget om Coruscant Oprørs-alliancen befrier Coruscant fra Det Galaktiske Imperium.
- 8 ABY – Leia Organa og Han Solo bliver gift på Dathomir.
- 9 ABY – Storadmiral Thrawn erklærer krig mod Den Nye republik, Den Nye Republik vinder med hjælp fra smuglerkongen Talon Karrde.
- 9 ABY – Jaina Solo og Jacen Solo bliver født.
- 11 ABY – Luke Skywalker åbner sit jediakademi på Yavin 4.
- 11 ABY – Anakin Solo bliver født.
- 14 ABY – Jacen Solo Jaina Solo og Anakin Solo bliver kidnappet af Det Galaktiske Imperium.
- 19 ABY – Den Nye Republik slutter fred med det resterende af Imperiet.
- 19 ABY – Luke Skywalker og Mara Jade bliver gift.
- 25 ABY – Yuuzhan Vong ankommer til galaksen ved planeten Helska 4. De første skibe bliver besejret, men de kommer igen få måneder efter.
- 25 ABY – Chewbacca dør på Sernpidal.
- 25 ABY – Yuuzhan Vong erobrer planeter som Ithor Fondor og Duro.
- 26 ABY – Ben Skywalker bliver født.
- 27 ABY – Anakin Solo bliver dræbt af Yuuzhan Vong på Myrkr.
- 27 ABY – Coruscant bliver indtaget af Yuuzhan Vong.
- 29 ABY – Den Nye republik generobrer Coruscant, og Yuuzhan Vong bliver besejret.

 Tekst mangler, hjælp os med at skrive teksten

## BBY = Før slaget ved Yavin
- 33 BBY – Darth Maul: Saboteur
- 33 BBY – Cloak of Deception
- 32,5 BBY – Darth Maul: Shadow Hunter
- 29 BBY – Rogue Planet
- 22,5 BBY – The Approaching Storm
- 21,5 BBY – Shatterpoint
- 10-0 BBY

```
            Han Solo-trilogien: (Findes på dansk)
             
Paradisfælden

             
Dobbeltspillet

             
Oprørsgryet
```

- 5-2 BBY

```
         The adventures of Lando Calrissian:
          Lando Calrissian and the Mindharp of Sharu
          Lando Calrissian and the Flamewind of Oseon
          Lando Calrissian and the Starcave of ThonBoka
```

- 5-2 BBY

```
           The Han Solo adventures:
            Han Solo at Stars' End
            Han Solo's Revenge
            Han Solo and the Lost Legacy
```

- 0-3 ABY – Tales from Mos Eisley Cantina
- 0-3 ABY – Splinter of the Minds's Eye
- 3 ABY – Tales of the Bounty Hunter
- 3,5 ABY – Shadow of the Empire
- 4 ABY – Tales from Jabba's Palace
- 4 ABY

```
         The Bounty Hunter Wars:
          The Madalorian Armor
          Slave Ship
          Hard Merchandise
```

- 4 ABY – The Truce of Bakura
- 6,5-7,5 ABY

```
               X-Wing:
                Rogue Squadron
                Wedge's Gamble
                The Krytos Trap
                The Bacta War
                Wraith Squadron
                Iron Fist
                Solo Command
```

- 8 ABY – Prinsesse Leias bejlere (Findes på dansk)
- 8 ABY – A Forst Apart
- 8 ABY – Tatooine Ghost
- 9 ABY

```
         Thrawn-trilogien: (Findes på dansk)
          Imperiets arving
          Den mørke styrke
          Den sidste kommando
```

- 11 ABY – I, Jedi
- 11 ABY

```
          Jedi-Akademiet: (Findes på dansk)                  
           Jagten på jedierne
           Den mørke Jedi
           De nye jedier
```

- 12-13 ABY – Children of the jedi
- 12-13 ABY – Det mørke sværd (Findes på dansk)
- 12-13 ABY – Planet of twilight
- 12-13 ABY – X-Wing: Starfighters of Adumar
- 14 ABY – Krystialstjernen (Findes på dansk)
- 16-17 ABY

```
             The Black Fleet Crisis:
              Before the storm
              Shield of Lies
              Tyrant's Test
```

- 18 ABY

```
          The Corellian Trilogy:
           Ambush at Corellia 
           Assalut at Selonia
           Showdown at Centerpoint
```

- 19 ABY

```
          Thrawns hævn: (Findes på dansk)
           Et spøgelse fra fortiden
           Et syn fra fremtiden
```

- 22 ABY – Junior Jedi Knight Series
- 23-24 ABY – Young Jedi Knight Series (De første fire fra denne serie findes på dansk)
- 25-30 ABY

```
             The new Jedi Order: (Den første bog fra denne serie er på dansk, serien omhandler Yuuzhang Vong-invasionen)
              Vector Prime
              Dark Tide 1, Onslaught 
              Dark Tide 2, Ruin
              Agent of Chaos 1, Hero's Trial
              Agent of Chaos 2, Jedi Eclipse
              Balance Point
              Edge of Victory 1, Conquest
              Edge of Victory 2, Rebirth
              Star by Star
              Dark Journey
              Enemy Lines 1, Rebel Dream
              Enemy Lines 2, Rebel Stand
              Traitor 
              Destiny's Way
              Force Heretic 1, Remnant 
              Force Heretic 2, Refugee 
              Force Heretic 3, Reunion 
              Final Prophecy
              Unifying Force
```

| Star Wars | Spire Denne Star Wars-artikel er en spire som bør udbygges. Du er velkommen til at hjælpe Wikipedia ved at udvide den. |